# Miguel Arraes
Miguel Arraes de Alencar GCIH • GOMM (Araripe, 15 de dezembro de 1916 — Recife, 13 de agosto de 2005) foi um advogado, economista e político brasileiro filiado ao Partido Socialista Brasileiro (PSB). De Pernambuco, foi governador por três mandatos, além de por deputado federal e estadual por três e dois mandatos, respectivamente. Foi também prefeito da capital Recife.
Foi o homenageado na Unidos de Vila Isabel no Carnaval de 2016. Considerado defensor intransigente dos pobres, o nome do ex-governador de Pernambuco, exilado durante a Ditadura Militar, foi incluído no Livro dos Heróis da Pátria no dia 25 de setembro de 2018.

## Origem e família

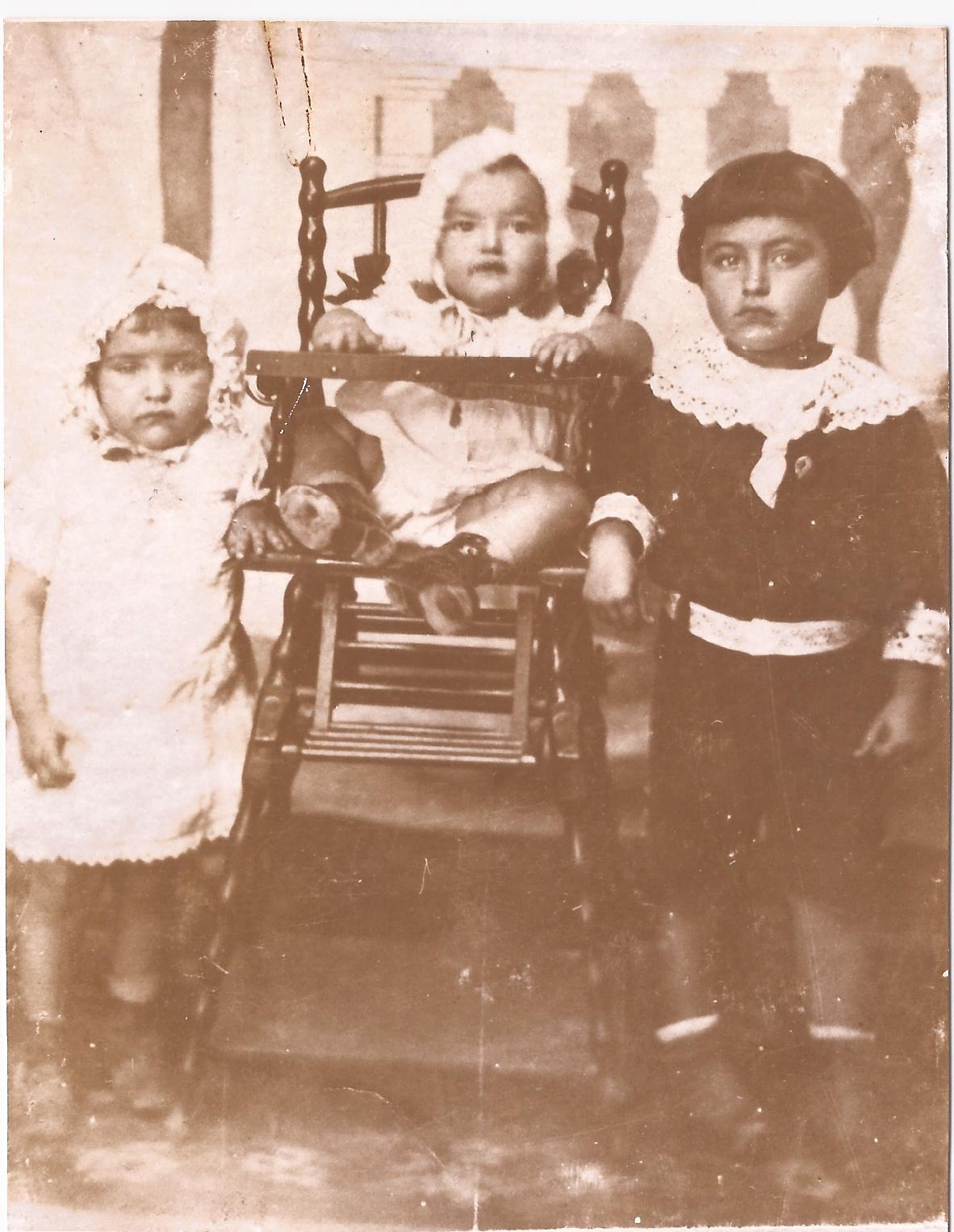
Miguel Arraes (à direita), durante ensaio fotográfico ao lado de parentes, foto da década de 20.

Nasceu no município de Araripe, extremo sul do Ceará, na divisa com os municípios pernambucanos de Ipubi e Bodocó. Primogênito e único filho homem dos produtores rurais Maria Benigna Arraes e José Almino de Alencar e Silva, era tetraneto de Inácia Pereira de Alencar, irmã de Bárbara de Alencar, heroína da Revolução Pernambucana e da Confederação do Equador.
Arraes casou-se pela primeira vez com Célia de Sousa Leão, de tradicional família pernambucana, descendente do Barão de Vila Bela, com quem teve oito filhos: José Almino de Alencar e Silva Neto (n. 1946), Ana Lúcia Arraes de Alencar (n. 1947), Carlos Augusto Arraes de Alencar (n. 1950), Miguel Arraes de Alencar Filho (n. 1953), Marcos Arraes de Alencar (n. 1956), Maurício Arraes de Alencar (n. 1956), Carmen Sílvia Arraes de Alencar (n. 1957) e Luís Cláudio Arraes de Alencar (n. 1959).
Sua primeira esposa morreu em 1961. Casou-se novamente com Maria Magdalena Fiúza Arraes de Alencar, com quem teve mais dois filhos Mariana Arraes de Alencar (n. 1963) e Pedro Arraes de Alencar (n. 1966).
Entre seus inúmeros netos, destacam-se Eduardo Campos, também governador de Pernambuco e que foi candidato à Presidência da República, morto em um acidente aéreo em 13 de agosto de 2014), Antônio Campos (advogado, escritor e membro da Academia Pernambucana de Letras), João Henrique Campos (bisneto), atual prefeito de Recife, Marília Arraes (Deputada Federal-PE) e Luisa Arraes (atriz).

## Juventude
Durante a juventude Arraes mudou-se para a cidade do Crato, no sul do Ceará, com o objetivo de concluir o ginásio (segunda etapa do atual ensino fundamental). Nesses anos, um fato marcou muito a sua personalidade: flagrou um curral com três flagelados presos simplesmente por tentarem fugir da seca para Fortaleza. A respeito, afirmou: "É uma lembrança que guardo para sempre. Era um horror difícil de compreender e marcou meu jeito de ver as coisas".

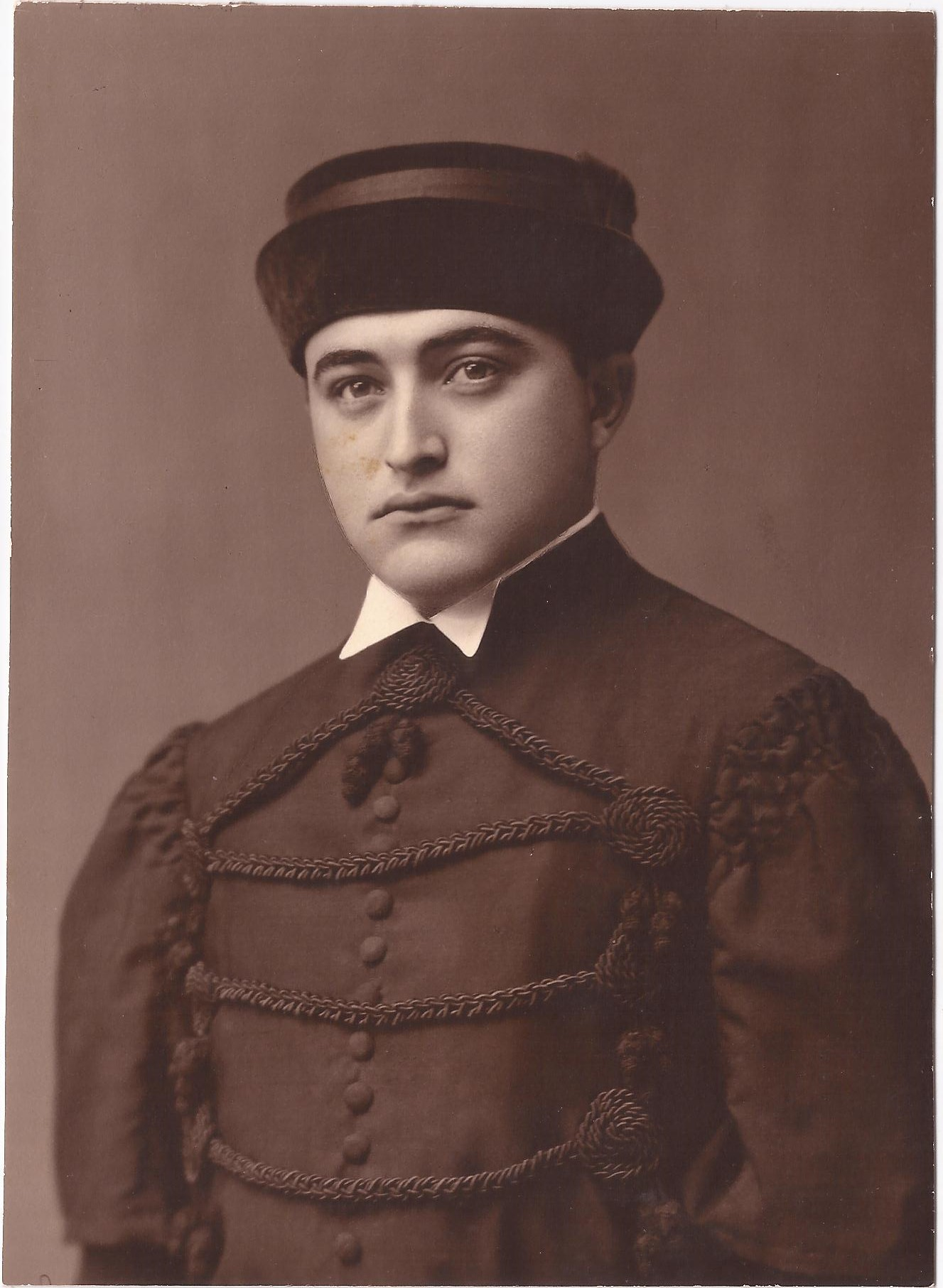
Miguel Arraes em foto de formando, em 1937.

Em 1932, aos dezessete anos, foi aprovado no vestibular da Faculdade de Direito da Universidade do Brasil (atual UFRJ). Simultaneamente, também foi aprovado no concurso público de escriturário do Instituto do Açúcar e do Álcool (IAA), sendo enviado ao Recife. Após a posse no cargo, conseguiu a transferência para a Faculdade de Direito do Recife (incorporada posteriormente à UFPE). Formou-se em 1937. No ano seguinte, foi promovido a assistente do diretor de Fiscalização, cargo no qual permaneceu até 1941, quando passou a ser chefe de Secretaria. Em 1943 ascendeu a delegado regional.

## Carreira política até o golpe de 1964
Deixou essa ocupação em 1948, ao assumir a Secretaria de Fazenda do Estado de Pernambuco, por indicação de Barbosa Lima Sobrinho, que havia sido eleito governador do estado naquele ano e com quem havia trabalhado no IAA.
Em 1959, de novo secretário da Fazenda no governo Cid Sampaio, foi também eleito prefeito do Recife, ocupando o cargo de 1960 até 1962.
Elegeu-se governador em 1962, com 47,98% dos votos, pelo Partido Social Trabalhista (PST), apoiado pelo Partido Comunista Brasileiro (PCB) e setores do Partido Social Democrático (PSD), derrotando João Cleofas (UDN) - representante das oligarquias canavieiras de Pernambuco. Seu governo foi considerado de esquerda, pois forçou usineiros e donos de engenho da Zona da Mata do Estado a estenderem o pagamento do salário mínimo aos trabalhadores rurais (o Acordo do campo) e deu forte apoio à criação de sindicatos, associações comunitárias e às ligas camponesas.

Miguel Arraes, então governador, discursa no Teatro Nacional em Brasília, poucos meses antes do golpe de 1964. Arquivo Nacional.

Com o golpe militar de 1964, tropas do IV Exército cercaram o Palácio das Princesas (sede do governo estadual). Foi-lhe proposto que renunciasse ao cargo para evitar a prisão, o que prontamente recusou para, em suas palavras, "não trair a vontade dos que o elegeram". Em consequência, foi preso na tarde do dia 1º de abril.
Deposto, foi encarcerado em uma pequena cela do 14º Regimento de Infantaria do Recife, sendo posteriormente levado para a ilha de Fernando de Noronha, onde permaneceu por onze meses. Posteriormente, foi encaminhado para as prisões da Companhia da Guarda e do Corpo de Bombeiros, no Recife, e da Fortaleza de Santa Cruz, no Rio de Janeiro.
Seu pedido de habeas corpus (HC) no Supremo Tribunal Federal foi protocolado em 19 de abril, sob o número 42 108. Foi concedido, por unanimidade, fundamentado em questões processuais (foro privativo de governadores e necessidade de autorização da Assembleia Legislativa). A exceção foi o voto do ministro Luís Galloti, que concedeu o HC em função do flagrante excesso de prazo da prisão. O então procurador-geral da República, Oswaldo Trigueiro, opinou pela manutenção de sua prisão. Libertado em 25 de maio de 1965, exilou-se na Argélia.

## O exílio
Concedido o habeas corpus, Arraes foi orientado por seu advogado, Sobral Pinto, a exilar-se, devido ao risco iminente de uma nova prisão. Várias embaixadas estavam sitiadas pelos militares, restando apenas poucas opções de locais para pedir asilo político. Sendo assim, o próprio Arraes escolheu a Argélia.
No continente africano, Arraes atuou como importante articulador dos movimentos de esquerda brasileiros e, até mesmo, em favor da libertações das colônias portuguesas.
Foi a partir de sua iniciativa que foi criado o Boletim da Frente Brasileira de Informação, uma publicação na qual figuras como Paulo Freire e Celso Furtado contribuíram, e que denunciava os desmandos da ditadura brasileira, recebendo forte apoio de países europeus.
Durante o exílio, foi condenado à revelia, no dia 2 de março de 1967, pelo Conselho Pernambucano de Justiça da 7ª Região Militar. A pena, de 23 anos de prisão, pelo crime de "subversão".

## Carreira política após a anistia
Em 1979, com a anistia, aconteceu o retorno de Miguel Arraes ao Brasil. Cerca de 50 mil pessoas estiveram presentes no bairro de Santo Amaro para o comício de boas-vindas. É recepcionado por várias lideranças de esquerda que permaneceram no Brasil, inclusive Jarbas Vasconcelos, aliado que se tornaria a partir da década de 1990 seu principal adversário político.

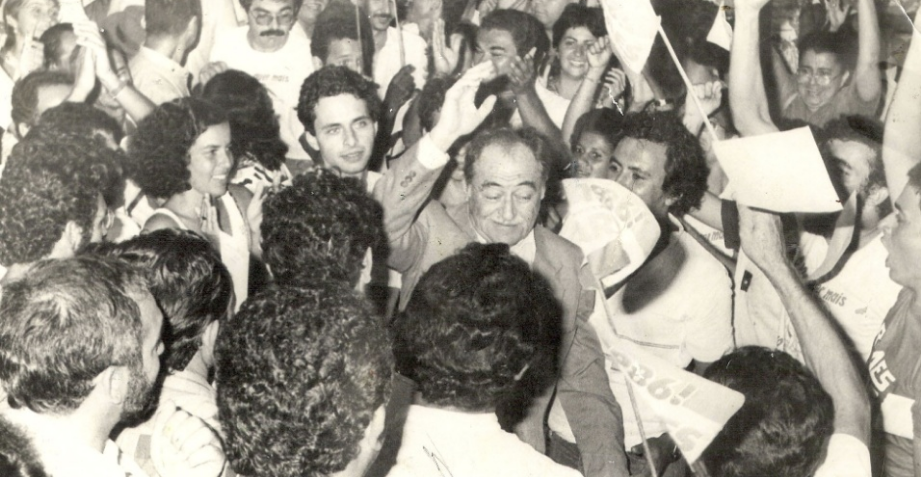
Miguel Arraes, durante sua campanha eleitoral de 1986.

Elegeu-se deputado federal em 1982, pelo PMDB. Em 1986 vence as eleições para governador de Pernambuco, ainda pelo PMDB, derrotando o candidato do PFL e do governo, José Múcio Monteiro. Seu governo foi caracterizado por programas voltados ao pequeno agricultor, como o Vaca na corda, que financiava a compra de uma vaca e o Chapéu de palha, que empregava canavieiros, no período de entressafra, na construção de pequenas obras públicas. Outro ponto central foi a eletrificação rural.

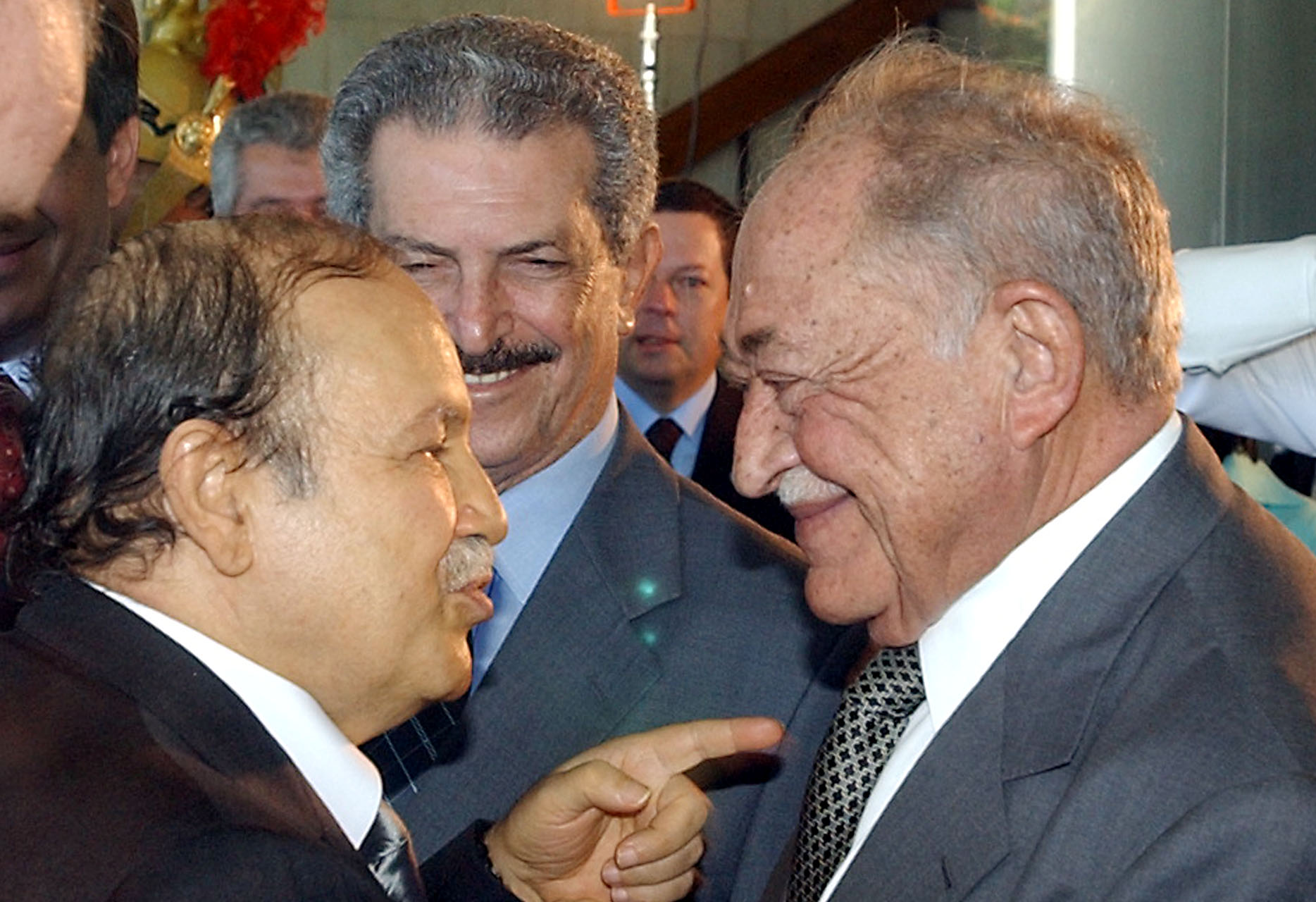
Miguel Arraes (à direita) cumprimenta o presidente da Argélia, Abdelaziz Bouteflika, em maio de 2005. Ao centro, o senador Romeu Tuma.

A 26 de Novembro de 1987 foi agraciado com a Grã-Cruz da Ordem do Infante D. Henrique de Portugal.

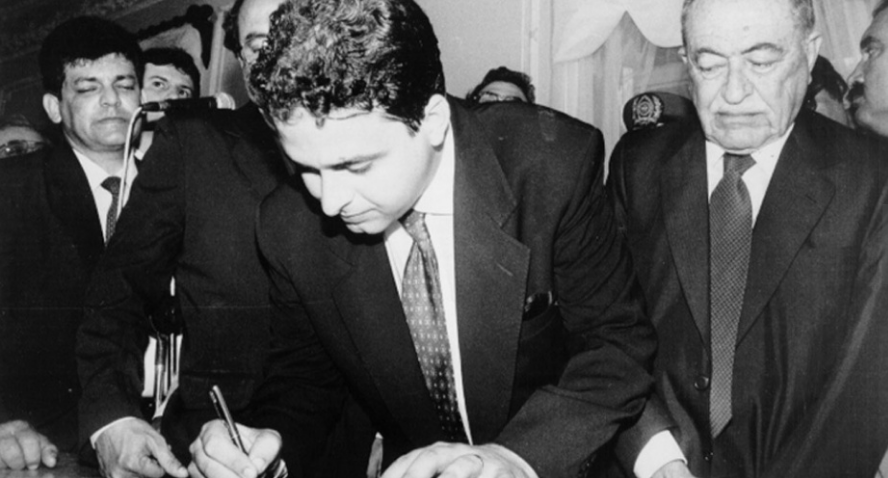
Miguel Arraes e seu neto, Eduardo Campos, em 1987.

Em 1990, filia-se ao Partido Socialista Brasileiro (PSB). É eleito mais uma vez governador em 1994, aos 78 anos, sendo um dos principais opositores ao governo do presidente Fernando Henrique Cardoso - posição esta que lhe custou caro, politicamente. Ainda assim, foi admitido por FHC à Ordem do Mérito Militar no grau de Grande-Oficial especial.
Seu último governo é marcado pela grave crise financeira do estado e pela greve das polícias civil e militar. Perde a reeleição em 1998 para seu ex-aliado e ex-prefeito do Recife, Jarbas Vasconcelos, que obteve mais de 64% dos votos válidos.
Em 2002, com 86 anos, vence sua última eleição, elegendo-se o quarto deputado federal mais votado do Estado de Pernambuco, mas desta vez apoia como candidato à presidência o ex-governador do Rio de Janeiro, Anthony Garotinho, que fica na terceira colocação na eleição presidencial do primeiro turno. Uma candidatura própria à Presidência da República foi de grande importância para o crescimento do partido do qual era cacique (PSB). No segundo turno apoia o candidato a presidente Luiz Inácio Lula da Silva, aliado seu nas outras eleições presidenciais.
Neste seu último mandato como deputado federal fez parte, junto com os integrantes de seu partido, o PSB, da base aliada do governo do presidente Lula, sendo responsável pela indicação de ministros que iriam ocupar o Ministério da Ciência e Tecnologia no primeira gestão de Lula, destacando-se na função seu neto e herdeiro político Eduardo Campos, também pelo PSB.

## Internação e morte
Arraes foi internado no dia 16 de junho de 2005, com uma suspeita de dengue. Sua saúde piorou no dia 19, quando, vitimado por uma arritmia e a consequente queda de pressão, foi entubado e passou a respirar por aparelhos. Também foi detectada uma infecção pulmonar.
Teve uma ligeira melhora nos dias seguintes. Foi submetido a hemodiálises e no dia 2 de julho todos os aparelhos foram retirados. Arraes conversava com parentes e amigos e assistia à TV, opinando sobre a situação caótica em que se encontrava a política. Nos dias seguintes, foi diagnosticada uma pneumonia. No dia 20, recebeu a visita do presidente Lula.
Em 29 de julho, uma artéria do pulmão esquerdo se rompeu, provocando uma hemorragia e ocasionando uma cirurgia de emergência. Apesar da sobrevida, os rins e o fígado apresentaram falhas e novamente precisou ser submetido a sessões de hemodiálise, diariamente.
Ainda assim, deu sinais de recuperação, mantendo a consciência. No dia 12 de agosto, foi anunciado que deixaria a unidade de tratamento intensivo. Porém, durante a madrugada do dia 13, piorou e o quadro era o de uma infecção generalizada, pela terceira vez. No fim da manhã daquele dia, faleceu depois de 59 dias de internação na UTI do Real Hospital Português, no Recife. A causa mortis foi um choque séptico causado por infecção respiratória, agravada por insuficiência renal.
Seu corpo foi velado no Palácio do Campo das Princesas, sede do governo estadual, a partir do início da noite do dia 13 de agosto. O cortejo fúnebre saiu no final da tarde do dia 14 de agosto em direção ao Cemitério de Santo Amaro no Recife, onde foi sepultado, seguido por milhares de pessoas que cantavam antigos jingles das suas campanhas políticas.

Na ocasião o presidente Lula divulgou a seguinte nota, após decretar luto oficial por três dias: 
"A morte do deputado federal e ex-governador Miguel Arraes é uma enorme perda para o povo brasileiro. Arraes foi, sem dúvida, uma das maiores lideranças das lutas populares que marcaram a segunda metade do século 20 no Brasil. Por isso, o presidente da República, Luiz Inácio Lula da Silva, quer manifestar não só seu pesar pessoal pela perda de um amigo, mas também grande tristeza pela ausência de um companheiro que com sua experiência, sabedoria e capacidade de resistência fará muita falta no trabalho em favor da justiça social em nosso país".
Pouco mais de um ano após sua morte, no dia 15 de dezembro de 2006, data que se comemoraria os 90 anos de seu nascimento, a jornalista pernambucana Teresa Rozowykwiat lançou na Livraria Cultura do Recife o livro Arraes, a primeira biografia autorizada sobre a vida do ex-governador. A autora contou com informações exclusivas repassadas pela viúva, Magdalena Arraes, principalmente sobre o período em que viveu no exílio após o golpe militar de 1964. O livro aborda fatos que apenas a família tinha conhecimento e detalhes sobre sua personalidade, que só os mais íntimos conheciam.
No final de 2008, a viúva, Magdalena Arraes, criou o Instituto Miguel Arraes com o objetivo de preservar a memória do ex-governador. Nessa ocasião o jornalista e chargista do jornal Diário de Pernambuco, Lailson de Holanda, selecionou mais de 500 charges feitas por ele durante mais de 30 anos sobre o governador Miguel Arraes, representando-o em diferentes momentos da história política recente de Pernambuco, desde da sua chegado do exílio político. O mesmo jornalista também lançou um livro com a coleção de suas melhores charges sobre o ex-governador, chamado de Arraestaqui.
Futuramente a viúva do ex-governador também pretende disponibilizar para o público, através do novo instituto, cartas, fotografias e anotações feitas por Arraes.
Em fevereiro de 2016, Miguel Arraes foi homenageado no carnaval do Rio de Janeiro, pela escola de samba Unidos de Vila Isabel.